# (33554) 1999 JU17
1999 JU17 (asteroide 33554) é um asteroide da cintura principal. Possui uma excentricidade de 0.24255230 e uma inclinação de 4.48478º.
Este asteroide foi descoberto no dia 10 de maio de 1999 por LINEAR em Socorro.